# Engine
Cet article possède un paronyme, voir PC-Engine.
Engine (エンジン, Enjin) est une série télévisée japonaise en 11 épisodes diffusée entre le 18 avril et le 27 juin 2005 sur Fuji Television.
Cette série est inédite dans les pays francophones.

## Synopsis
Jiro Kanzaki est un pilote de F3000 détenant des techniques de conduite stupéfiantes.
C'est un casse-cou qui ne ressent aucune peur. Mais un accident fait que Jiro se fait renvoyer de son écurie italienne et décide de retourner au Japon. Jusqu'à ce qu'il trouve un nouveau travail en tant que pilote, Jiro décide de rester avec ses parents.
Ce que Jiro ne sait pas, c'est que son père a transformé sa maison en orphelinat.
Et ce que Jiro ne supporte vraiment pas, ce sont les enfants...

## Fiche technique
- Titre : Engine
- Genre : Comédie, Amour
- Année : 2005
- Pays : Japon
- Épisodes : 11
- Chaîne de diffusion : Fuji TV
- Période de diffusion : 18 avril au 27 juin 2005

## Distribution
- Takuya Kimura : Jiro Kanzaki
- Koyuki Katō : Tomomi Mizukoshi
- Masato Sakai : Motoichiro Torii
- Yuki Matsushita : Chihiro Kanzaki
- Yoshio Harada : Takeshi Kanzaki
- Shigeru Izumiya (en) : Chinsaku Ichinose
- Aya Okamoto (en) : Tamaki Suenaga
- Shinsuke Aoki : Hiroto Sugawara

- Takashima Reiko : Ushikubo Eiko
- Kadono Takuzo : Haruyama Mario
- Ishigaki Yuma : Ibuki Tetsuya
- Kokusho Sayuri : la mère de Harumi
- Shimada Kyusaku : le père de Daisuke
- Asaka Mayumi : la mère de Daisuke
- Daiki Arioka (en) : Sonobe Toru